# Славистика
Славистиката, също славянознание или по-тясно славянска филология, е наука за славянските страни и народи.
Включва (в по-тесен смисъл) славянската филология (изучаваща славянските езици, литература и (литературно) народно творчество), както и (в по-широк смисъл) историята, етнографията, митологията и културата на славянските народи.

## История на славистиката
Славянската филология е създадена като наука в края на ХVІІІ и началото на ХІХ век, но още през ХVІ и ХVІІ век има отделни трудове в тази област. Макар че понастоящем славистиката е комплексна наука, в началото си се занимава предимно със старобългарския език, наричан от някои учени старославянски език.
Като предпоставки за появата на славянската филология като наука се считат духовният подем на славянските народи, националноосвободителното движение сред южните и западните славяни, романтизмът, както и постепенното натрупване на сведения и появата на научни трудове за славянската литература, езици и култура.

## Основоположници
Йозеф Добровски
За водеща фигура сред основоположниците на славистиката се счита Йозеф Добровски, който през 1821 г. издава първата научно издържана граматика на старобългарския език под заглавие „Студия върху стария диалект на славянския език“ (Institutiones linguae slavici dialecti veteris).
Александър Востоков
Втора по значимост фигура сред основоположниците на славянската филология е Александър Востоков, който поставя сравнително-историческия метод в основата на своите изследвания. Той пръв обосновава научно твърденията, че юсовете в старобългарски са назални гласни. През 1820 г. издава „Разсъждения за славянския език“ (Рассуждения о славянском языке).
Павел Йозеф Шафарик
Павел Йозеф Шафарик, дядо на Константин Иречек, е един от най-изтъкнатите основоположници на славистиката. Неговите трудове „История на славянските езици и литератури по всички наречия“ (1826) (Geschichte der slawischen Sprache und Literatur nach allen Mundarten), „Върху произхода на славяните“ (1828) (Über die Abkunft der Slawen) и „Славянски старини“ (1836 – 1837) (Slovanské starožitnosti) го правят пряк продължител на делото на Добровски. С труда си „Славянски народопис“ (1848) (Slovanský národopis) поставя началото на славянската историческа етнография.
Франц Миклошич
Франц Миклошич пръв съставя пълен старобългарски речник: „Речник на стария диалект на славянския език“ (1850, 1862 – 1865) (Lexicon linguae slovenicae veteris dialecti), а с труда си „Сравнителна граматика на славянските езици“ (1852 – 1875) (Vergleichende Grammatik der slaw. Sprachen) става основоположник на сравнителното славянско езикознание.
Ватрослав Ягич
През 1906 г. Ватрослав Ягич издава своя труд „История на славянската филология“ (История славянской филологии), в който изтъква, че славянската филология е наука за целокупния културен живот на славянството, че тя разглежда историята на славянските народи, техния фолклор, дори правните, обществените и религиозните възгледи на славяните.
След като през 1911 г. на схващанията на Ягич се противопоставя руският славист Григорий Илински, който ограничава славянската филология до славянско езикознание и литературознание, през 1921 г. Ягич издава нов труд, „Минало и бъдеще на славянската наука“ (Prošlost i budućnost slavenske nauke), в който доразвива становището си за славянската филология.
Милош Вайнгард
През 1924 г. Милош Вайнгарт, ректор на Карловия университет в Прага (1925 – 1926), отпечатва статия в известното списание „Славия“, в която изтъква, че сравнително-историческият метод е в основата на славянската филология. Той поддържа тезата, че при славистичните изследвания трябва да се имат предвид взаимоотношенията и общите черти.

## Научни дисциплини
Съвременното понятие славистика включва:
- славянско езикознание
  - сравнително-историческа граматика на славянските езици или сравнително славянско езикознание или сравнителна граматика на славянските езици
  - старобългарски език (вкл. редакции) и стари славянски езици
  - съвременни славянски езици
- сравнително славянско литературознание
- славянска етнография, славянски фолклор, славянска митология
- история на славянските народи
- генеалогия на славяните
- взаимоотношения между славянските народи и др.

## Филология в България
Славянската филология в България се преподава като магистърска или бакалавърска филологическа специалност, която включва „Българска филология“ с друга славистична филология (чешка - Бохемистика, полска - Полонистика, словашка - Словакистика, украинска - Украинистика, сръбски и хърватски - Сърбистика и хърватистика).
Изучава се в Софийския университет „Св. Климент Охридски“ (магистърска програма с чешки, полски, сръбски и хърватски, словашки и украински език), в Пловдивския университет „Паисий Хилендарски“ (магистърска програма с чешки, полски, сръбски и хърватски език), в Югозападния университет „Неофит Рилски“ (магистърска програма с чешки, сръбски и хърватски език), във Великотърновския университет „Кирил и Методий“ (бакалавърска програма с полски и словашки език) и в Шуменския университет „Епископ Константин Преславски“.
В рамките на „Славянска филология“ се провежда обучение по 3 и повече профила: полски, чешки, словашки, украински, сръбски и хърватски език. Изборът на славянски език се извършва от кандидат-студента при подаване на документите за прием в университета. Учебният план на специалността „Славянска филология“ се реализира в продължение на 10 семестъра (5 години), след които абсолвентите полагат държавни изпити и защитават магистърска степен. Обучението включва интензивен курс по избрания славянски език и изучаване на литературата и културата на страната, в която той се говори. В курса на обучение са застъпени и други славистични дисциплини, които дават на студентите широк спектър от познания и активни комуникативни умения.